# Sundayichthys elegantulus
Sundayichthys elegantulus è un pesce osseo estinto, appartenente agli attinotterigi. Visse nel Devoniano superiore (circa 360 - 355 milioni di anni fa) e i suoi resti fossili sono stati ritrovati in Sudafrica.

## Descrizione
Questo pesce era di dimensioni medie, e poteva superare i 25 centimetri di lunghezza. Possedeva un corpo abbastanza compatto, leggermente compresso lateralmente. La testa era alta e dal muso piuttosto arrotondato. Gli occhi erano grandi e la bocca relativamente piccola, soprattutto se rapportata a quella di altri pesci ossei del Devoniano come Moythomasia e Cheirolepis. Sundayichthys era caratterizzato da un'insolita forma del suspensorium, per cui la mascella si articolava verticalmente al di sotto della scatola cranica: una caratteristica evoluta e specializzata in confronto ad altri pesci attinotterigi del Devoniano e del Carbonifero. Una caratteristica simile si riscontra anche in Canobius, di poco più recente.

## Classificazione
Sundayichthys elegantulus è stato descritto per la prima volta nel 1969 da Gardiner, sulla base di resti fossili ritrovati in Sudafrica in terreni del Devoniano superiore. Le caratteristiche del cranio hanno permesso di ascrivere Sundayichthys ai Canobiidae, una famiglia di pesci solitamente di piccole dimensioni ma dalle caratteristiche più derivate rispetto a quelle di altri pesci del Devoniano e del Carbonifero.